# Colt M1900
A Colt Modelo 1900 era uma pistola semi-automática, operada de recuo curto "auto-carregamento", introduzida pela Colt's Manufacturing Company na Virada do século XX. A patente do primeiro protótipo era de 1897, e foi pelo  desenvolvimento desta pistola que também foi desenvolvido o calibre .38 ACP. A Colt modelo 1900 também contava comemorar o mais novo sistema de alimentação da época o recém inventado carregador, de que possuía a capacidade de guardar 7 projeteis calibre .38 ACP. Ela também marcou a introdução do .38 ACP, a rodada para a qual está na câmara (não deve ser confundido com o .380 ACP), e foi a primeira arma a utilizar a operação de recuo-curto.
Foi desenvolvida a partir dos protótipos anteriores do John M. Browning no final da década de 1890. Os militares dos Estados Unidos testaram o projeto contra outras pistolas semiautomáticas por fabricantes europeus, e adotaram algumas versões para uso de teste. O M1900 e as variantes também foram oferecidos comercialmente.  Variantes incluem Modelo 1902 Sporting, Modelo 1902 Militar, Modelo 1903 Pocket (apenas no modelos .38 ACP; o modelo .32 ACP era um projeto diferente), e o modelo 1905, que introduziu o cartucho .45 ACP. Os projetos de 1909 e mais tarde acabou com o elo do cano dianteiro, substituído por uma simples bucha, e se tornaria o relacionado, e famosa, pistola M1911.

## Testes adicionais do M1900
O Colt realizou bem o suficiente durante a primeira rodada de testes que o conselho submeteu a testes de resistência adicionais. Um teste de 900 rodadas resultou em apenas duas falhas, ambas falhas devido a iniciadores defeituosos. A munição adicional foi adquirida, e os testes continuaram. Durante este teste, um número de pinos de ligação também foram quebrados, e em um caso continuou disparando com uma ligação traseira quebrada causou o cano para separar logo atrás do pino de ligação frontal. Depois de disparar um total de 5.800 rodadas através da pistola, o único problema significativo encontrado foi a fraqueza dos pinos de ligação, que foi considerado facilmente fixado pela placa de artilharia. O conselho recomendou a compra de uma série de pistolas Colt modelo 1900 para uso em ensaios de campo.

## Produção

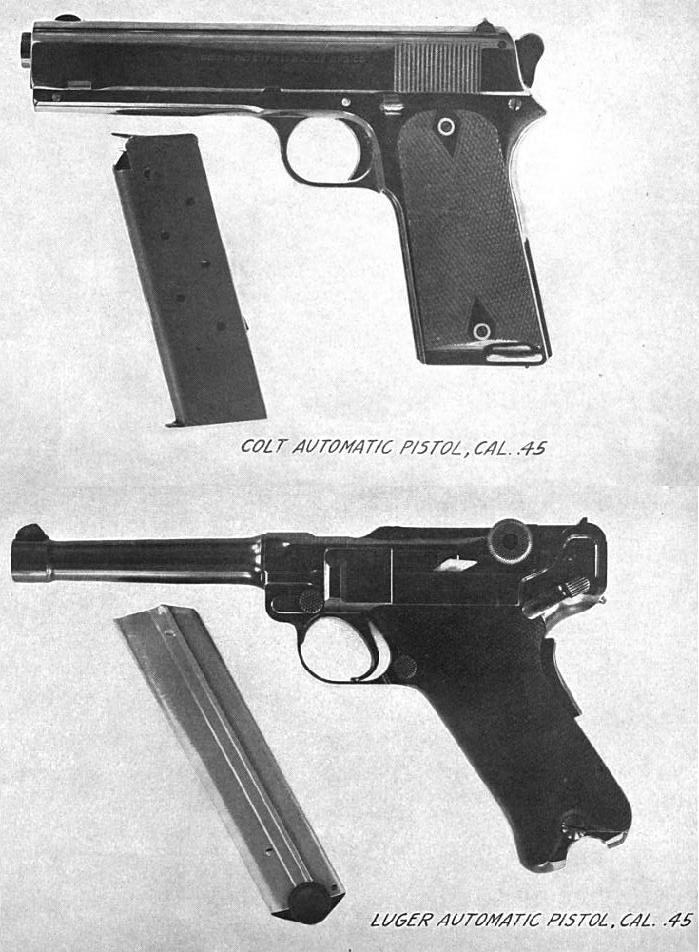
O Modelo 1905, em .45 ACP, foi testado em relação a uma variante de calibre .45 da Pistola Luger em 1907. Nota "toco" esporão martelo na M1905.

Algumas variações do modelo 1900 foram produzidas entre 1900 e 1923.
- Modelo 1900.  Six-inch (152 mm)  cano, noz ou apertos de borracha dura, martelo de estímulo alto, segurança de visão. Produzido 1900-1903.
- Modelo 1902 Sporting.  Punhos de borracha dura, sem segurança, rodada ou alta martelo de estímulo. Produzido 1902-1908.
- Modelo 1902 Military.  Semelhante a 1902 Sporting, mas acrescenta um gancho de corda na parte inferior traseira do aperto esquerdo. Produzido 1902-1929.
- Modelo 1903 Pocket.  Semelhante ao 1902 Sporting, mas com cano 3+3⁄4- ou 4+1⁄2-pés.  Produzido 1903-1929.
- Modelo 1905.  Semelhante a 1902, mas com cano 4+7⁄8-pés, e câmara na nova .45 ACP.